# Notropis hudsonius
Notropis hudsonius är en fiskart som först beskrevs av George William Clinton 1824.  Notropis hudsonius ingår i släktet Notropis och familjen karpfiskar. Inga underarter finns listade i Catalogue of Life.